# Auguste Charles Philippe Robert Landry
Pour les articles homonymes, voir Landry.
Auguste Charles Philippe Robert Landry (né le 15 janvier 1846 à Québec, mort le 20 décembre 1919 à Québec) est un agriculteur, auteur et homme politique du Québec.

## Biographie
Né à Québec dans le Canada-Est, fils de Jean-Étienne Landry et de Caroline-Eulalie Lelièvre, il étudia au Séminaire de Québec et au Collège Sainte-Anne à La Pocatière, où il reçut une récompense pour son travail en science agricole. Il écrivit de nombreux articles sur des théories scientifiques dans la pratique de l'agriculture. Il servit également comme président de la Société des agriculteurs du Québec.
Il servit comme commandant dans le 61e régiment de Montmagny, commandant de brigade et lieutenant-colonel dans la 10e brigade d'infanterie durant les raids féniens. Dans le 61e régiment, il fut aussi aide de camp de Frederick Stanley et de lord Aberdeen.
Candidat du Parti conservateur dans la circonscription provinciale de Montmagny, après une première tentative infructueuse lors d'une élection partielle en 1873, il est élu à l'élection générale de 1875 mais son élection est annulée par le tribunal le 29 mai 1876, ce qui entraîne une élection partielle, lors de laquelle il ne sera pas candidat.
Élu député du Parti conservateur dans la circonscription fédérale de Montmagny en 1878, il est réélu en 1882. Il est défait en 1887 par le libéral Philippe Auguste Choquette.
En 1892, le premier ministre John Abbott lui offre le poste de sénateur de la division de Stadacona. Simultanément à sa carrière de sénateur, il est maire de la municipalité de Limoilou en 1899. Après les élections de 1911 qui ramènent les conservateurs au pouvoir après quinze ans d'absence, le nouveau premier ministre Robert Laird Borden lui offre le poste de président du Sénat.
Auteur prolifique, Landry écrivit de nombreux livres sur les politiques publiques, sur l'agriculture et sur les droits des Canadiens français vivant hors Québec, particulièrement les Franco-manitobains et les Franco-ontariens en regard avec la question des écoles du Manitoba.
Il meurt dans sa ville natale à l'âge de 73 ans.

## Archives
Il y a un fonds Philippe Landry à Bibliothèque et Archives Canada. 